# Лавровская, Елизавета Андреевна
Елизаве́та Андре́евна Лавро́вская (по мужу княгиня Цертелева, 1 [13] октября 1845, Кашин, Российская империя — 4 февраля 1919, Москва, РСФСР) — русская оперная и концертная певица (контральто) и педагог.

## Биография
В 1851 её отец чиновник переехал в Москву, где Лавровская сперва воспитывалась в Московском Елизаветинском институте. Впервые обратила на себя внимание известного знатока церковного пения Багрецова, которому и принадлежит честь открытия её таланта; дальнейшее руководство музыкальным образованием Лавровской принял на себя итальянский педагог по вокалу — Фензи. Обладая ярко выраженными вокальными данными, обратила на себя внимание князя С. М. Голицына, который определил её обучение на казённый счёт. В начале 60-х годов Лавровская поступила в Санкт-Петербургскую консерваторию, в класс Ниссен-Саломан; здесь на талантливую ученицу обратила внимание великая княгиня Елена Павловна, под покровительством которой Лавровская продолжала своё образование; в 1868 году Лавровская, с большою серебряною медалью консерватории, поступила на петербургскую императорскую сцену.
Вместе с Мельниковым, Меньшиковой, Леоновой, Никольским и другими Лавровская дала начало расцвету русской оперы в Санкт-Петербурге. В 1868—72 и 1879—1880 годах она пела на сцене Мариинского театра, в 1890—91 — на сцене Большого театра. Выступала как концертная певица в России и за границей, пела в Лондоне, Париже, Берлине, Милане, завоевала мировую известность. В Париже её слушали Дж. Россини и директор «Гранд-Опера», высоко оценившие талант певицы. В Бадене (Германия) брала уроки у Полины Виардо.
По обширности диапазона, ровности, симпатичному тембру голос Лавровской критиками и композиторами считался редким явлением. Лучшие её партии были: Вани в «Жизни за царя», Княгини в «Русалке», Фидее в «Пророке», Ратмира в «Руслане и Людмиле», Рогнеды, Груни («Рогнеда», «Вражья сила» Серова), Орфея («Орфей и Эвридика» Глюка), Зибель («Фауст»), Азучены («Трубадур») и др.
В начале 70-х годов артистка принуждена была, вследствие каких-то недоразумений с дирекцией[уточнить], уйти со сцены и уехала в Париж, где продолжала своё вокальное образование под руководством Виардо-Гарсиа; в 1873 г. вышла замуж за князя П. Н. Цертелева. В 1870 году произвела фурор в Одессе, в первый сезон открытия там русской оперы Бергера.
С 1888 года и до своей смерти была профессором Московской консерватории, с 1917 года заслуженный профессор консерватории. Воспитала плеяду выдающихся певцов и певиц: Б. Абрамова, С. Августинович, А. Бреви, В. Быстров, Н. Веков, В. Гепецкий, М. Дулова, Е. Збруева, О. Китаева, М. З. Лебедева, С. Лысенкова, В. Малышев, Л. М. Маркова, М. Махарина, Н. Миланова, А. Мосин, Н. Новоспасская, Е. Обокевич, И. Парамонов, А. Пасхалова, А. Политова, М. Полякова (мать певицы Н. Шпиллер), Р. Радина (Фигнер), В. Рыбальченко (псевдоним Владимир Дальский), М. Слонов, Н. Соколова-Мшанская, К. Тугаринова, В. Цветков, Е. Цветкова, М. Чупрынников, В. Харитонова, Е. Шаврова-Юст, А. Шперлинг.
Лавровская была дружна с Ф. Достоевским (вела с ним переписку), Н. Рубинштейном, С. Танеевым, Ц. Кюи, А. Гречаниновым, И. Тургеневым, Инайят Ханом.
Имеются портреты певицы художников И. Крамского и В. Маковского.
Сохранились две аудиозаписи пения Лавровской. Помимо того, в 1890 году немецким филофонистом Юлиусом Блоком была сделана короткая запись с помощью фонографа, на которой звучат голоса нескольких музыкантов, в том числе Чайковского, Рубинштейна и Лавровской. Этот эпизод лёг в основу короткометражного фильма «Фонограф», снятого в 2016 году, в котором роль певицы исполнила Ксения Раппопорт.
Скончалась в крайней нужде в Москве.

## Творчество

И. Крамской. Портрет Е. А. Лавровской на сцене

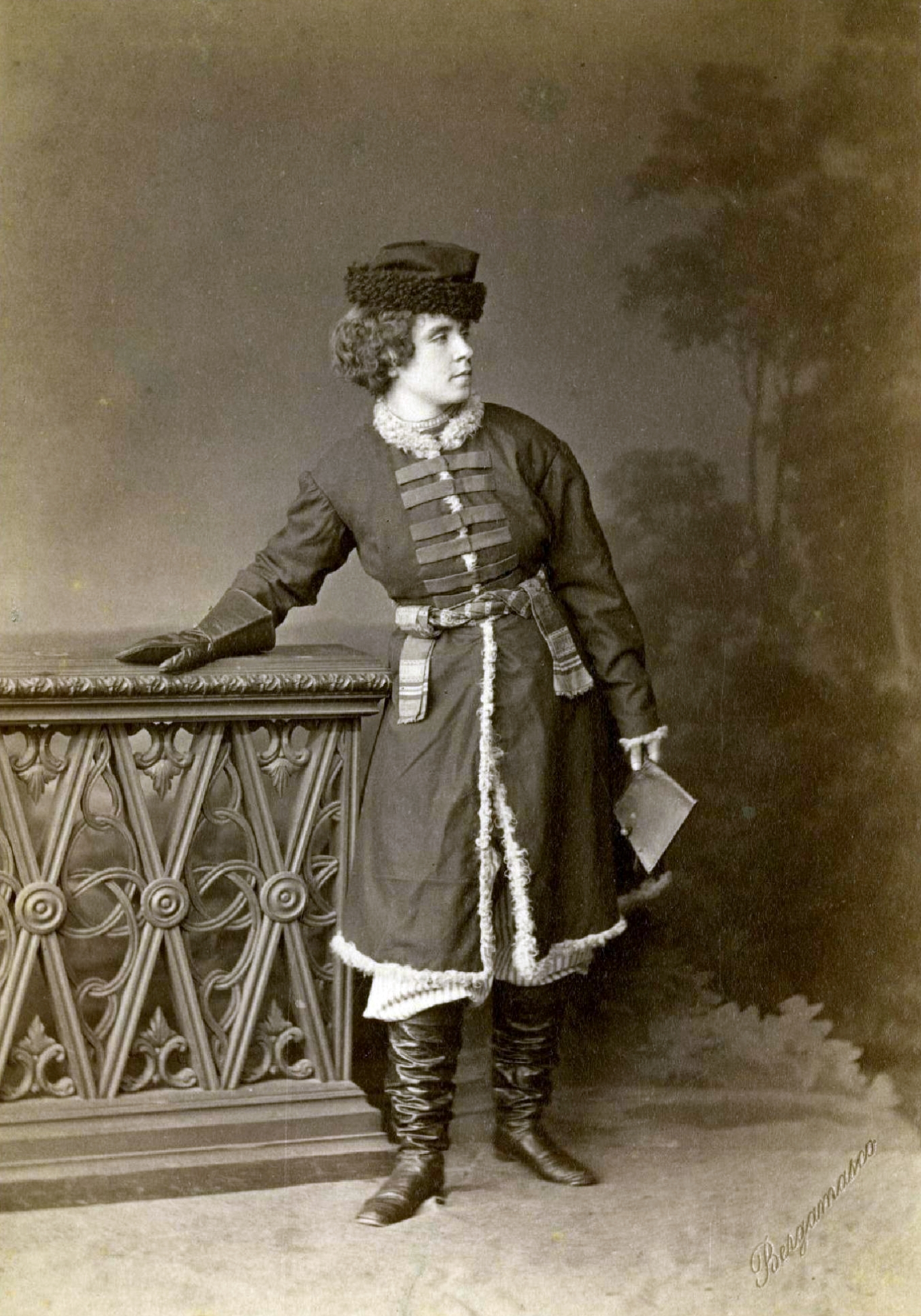
Елизавета Андреевна Лавровская, 1870 год

Петр Ильич Чайковский считал Лавровскую одной из выдающихся представительниц русской вокальной школы. Он отмечал «чудный, бархатный, сочный» голос Лавровской, художественную простоту её исполнения, глубокое проникновение в стиль музыкального произведения. Он писал о Лавровской: «И что всего дороже в Лавровской, так это то, что она не прибегает ни к каким внешним эффектам, ни к какому театральничанью… чтобы очаровать слушателя. Нигде не дает себе чувствовать стремление угождать известным, общепринятым на итальянской сцене рутинно-эффектным приемам… Лавровская никогда не выходит за пределы строгой целомудренной художественности…». Лавровская подала Чайковскому мысль написать оперу на сюжет «Евгения Онегина» Пушкина. Чайковский посвятил Лавровской шесть романсов (ор. 27, № 1—6) — «На сон грядущий», «Смотри, вон облако», «Не отходи от меня», «Вечер», «Али мать меня рожала», «Моя баловница» и вокальный квартет «Ночь» (1-е исполнение 9 октября 1893); в расчёте на голос Лавровской он написал партию Морозовой в своей опере «Опричник». С. В. Рахманинов посвятил ей романсы «Она, как полдень, хороша» ор. 14 № 9, 1896, «В моей душе» ор. 14 № 10, 1896. Сергей Танеев посвятил Лавровской романс «Люди спят».
Лавровская неоднократно пела во многих городах западной Европы и везде пользовалась громадным успехом. В лейпцигском Konzerthaus можно видеть прекрасный её портрет. Несколько раз Лавровская гастролировала и на российских императорских сценах; так, например, она пела на 50-ти летнем юбилее оперы «Жизнь за Царя» на петербургской сцене. В концертах выступала в ансамбле с пианисткой С. Малоземовой, иногда с А. Зилоти и С. Танеевым, У. Мазетти (в 1901). В 1899 принимала участие в концерте, посвящённом 100-летию со дня рождения А. С. Пушкина.